# Ida Frye
Ida Bernardina Maria Frye (Breda, 24 november 1909 – Malden, 8 september 2003), ook bekend onder de naam Zuster Gaudia, was een orthopedagoog. Zij is een grondlegger van autismeonderzoek. 

## Werk
Frye volgde pedagogische opleidingen in kweekschool Choorstraat Den Bosch, Universiteit Tilburg, Universiteit Wenen en Universiteit Nijmegen. 
Na haar werk met kinderen met verstandelijke beperkingen werd ze in 1937 benoemd als adjunct-directrice van het Pedagogisch Instituut van de Nijmeegse Katholieke Universiteit (tegenwoordig Radboud Universiteit). Zij en haar team (hoogleraar psychologie F.J.Th. Rutten, psychiater A.P.J. Meyknecht en psycholoog A. Chorus) publiceerden aldaar in 1937-1938 observaties van een groep kinderen die zij aanmerkten als 'autistisch'. Hiermee werd autisme voor het eerst genoemd als een subclassificatie, vóór de ontdekking van autisme als een pervasieve ontwikkelingsstoornis in 1943 door Leo Kanner en 1944 door Hans Asperger. 
In 1952 werd Frye universitair docente in de ‘praktische heilkunde’. Daarmee werd zij een van de eerste vrouwelijke wetenschappelijk medewerksters aan de Katholieke Universiteit Nijmegen. 
Ida Frye publiceerde in 1951 en 1954 onder de naam Zuster Gaudia over haar onderzoek naar autistische kinderen. Dit was haar kloosternaam: ze was toegetreden in het kloosterleven van 1928 tot 1932. 
Frye bleef relatief onbekend doordat ze publiceerde terwijl ze nog in het kloosterleven zat en niet in de wetenschappelijke wereld. Toen zij eenmaal in de jaren zestig een wetenschappelijk netwerk had opgebouwd was autismeonderzoek al zo ver ontwikkelt dat haar eigen werk geen opzien meer baarde. Frye is in 1990 echter geeërd met een naar haar vernoemd stipendium dat door de Radboud Universiteit wordt uitgekeerd aan vrouwelijke promovendi. 
Ida Frye stierf op 8 september 2003 in Malden. Zij is begraven op het kloosterkerkhof van de Zusters van de Choorstraat.

## Publicaties
- (Zr Gaudia) ‘De betekenis van een heilpaedagogische beinvloedingswijze, gedemonstreerd aan een concreet geval’, in De betekenis van de ontwikkelingpsychopathie. Verslag van een op 13 juni 1951 door de Katholieke Centrale Vereniging voor Geestelijke Volksgezondheid gehouden studiedag (Utrecht z.j.) 18-27.
- Het schoolkind. Over de psychologie van het kind vanaf het zesde jaar tot aan de puberteit (Heemstede 1952).
- (Zr Gaudia), ‘Behandeling van kinderen met een autistisch toestandsbeeld’, in: F. Grewel e.a. red., Infantiel autisme (Purmerend 1954) 72-87.
- (Zr Gaudia) ‘Over het verbale contact in kinder- en jeugdtherapie’, Vlaams Opvoedkundig Tijdschrift 35 (1954/55).
- (Zr Gaudia) ‘Enkele gegevens uit de practijk met emotioneel gefrustreerde kinderen’, Tijdschrift voor Sociale Geneeskunde 21 (1955) 627.
- [met S.J.G. Duindam(en E.M. Ausems], Pedologische daginstituten voor zwakzinnigen (Den Boch 1960).
- Fremde unter uns. Autisten, ihre Erziehung, ihr Lebenslauf (Meppel 1968).
- ‘Vroegkinderlijke verwaarlozing voedingsbodem voor tegenstelling tussen fantasieleven en uiterlijk gedrag’, in: J. Munnichs e.a. red, Persoonlijkheid en ontwikkeling. Bijdragen aan de algemene, de klinische en de ontwikkelingspsychologie opgedragen aan P.J.A. Calon (Haarlem 1971).